# Mary McDowell

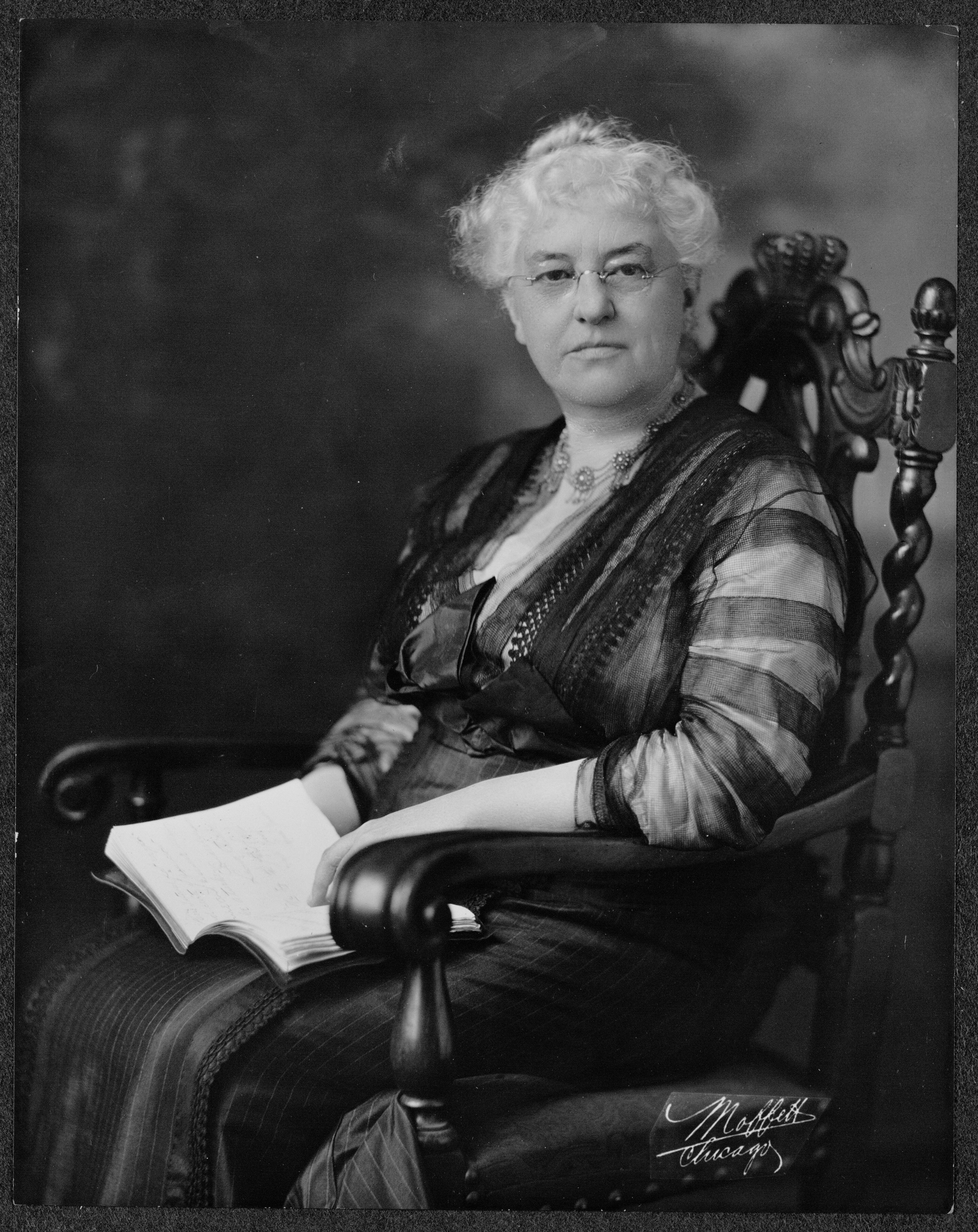
Mary E. McDowell

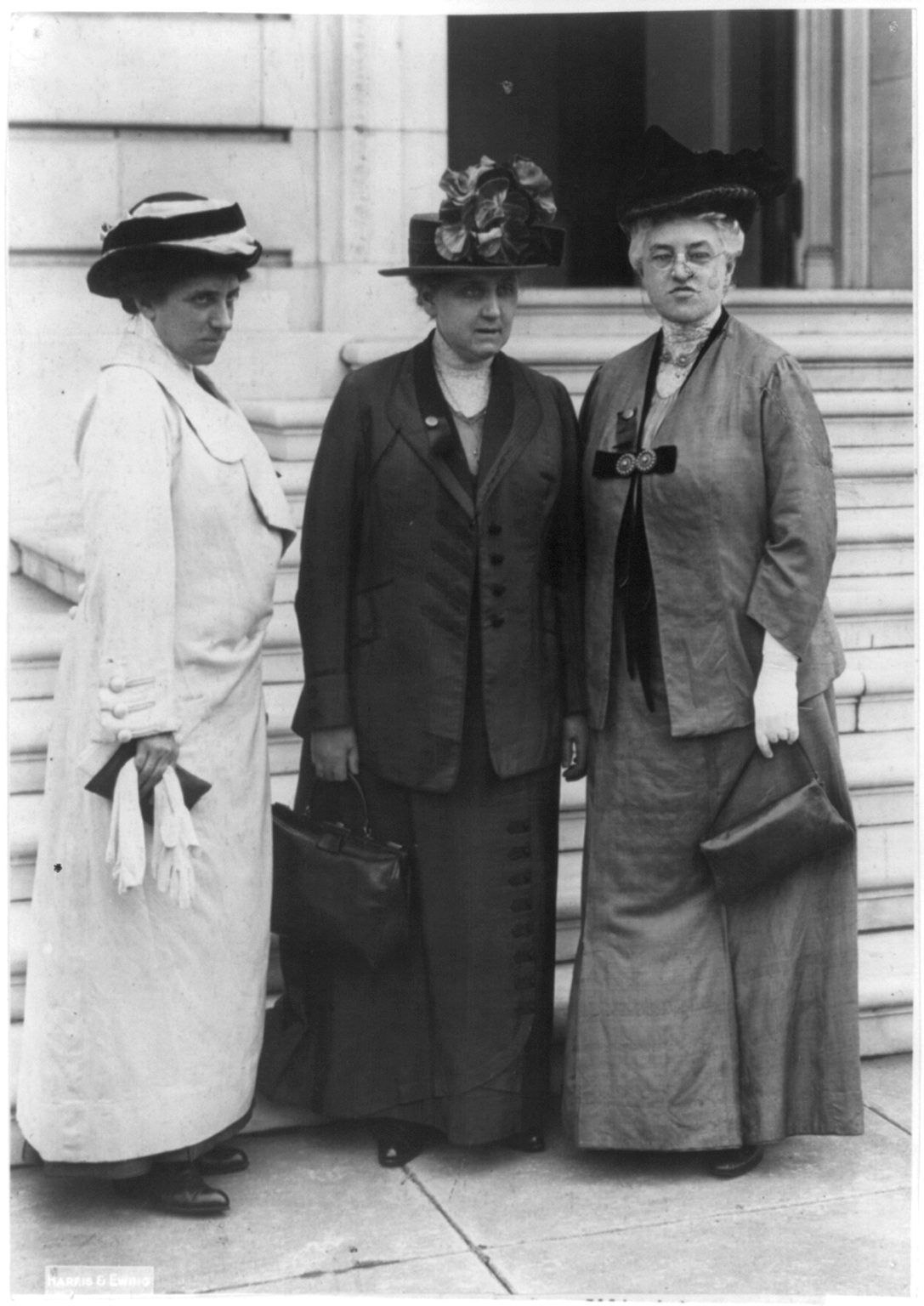
Julia Lathrop, Jane Addams und Mary McDowell 1913 in Washington auf einer Wahlrechtsmission auf dem Capitol Hill

Mary Eliza McDowell (* 30. November 1854 in Cincinnati, Ohio, USA; † 14. Oktober 1936 in Chicago, Illinois, USA) war eine US-amerikanische Sozialreformerin. Sie war eine prominente Figur der Settlement-Bewegung in Chicago und organisierte die erste Frauengewerkschaft des Verpackungsgewerbes.

## Leben und Werk
McDowell war das ältestes von sechs Kindern von Jane Welch Gordon McDowell und Malcolm McDowell. Nach dem Bürgerkrieg zog ihre Familie 1870 nach Chicago, wo ihr Vater ein Stahlwalzwerk eröffnete und leitete. Während des Großen Brandes in Chicago 1871 übernahm sie die Führung bei den Hilfsmaßnahmen und wurde später von Präsident Rutherford B. Hayes für ihre Dienste ausgezeichnet.

## Engagement in der Settlement-Bewegung

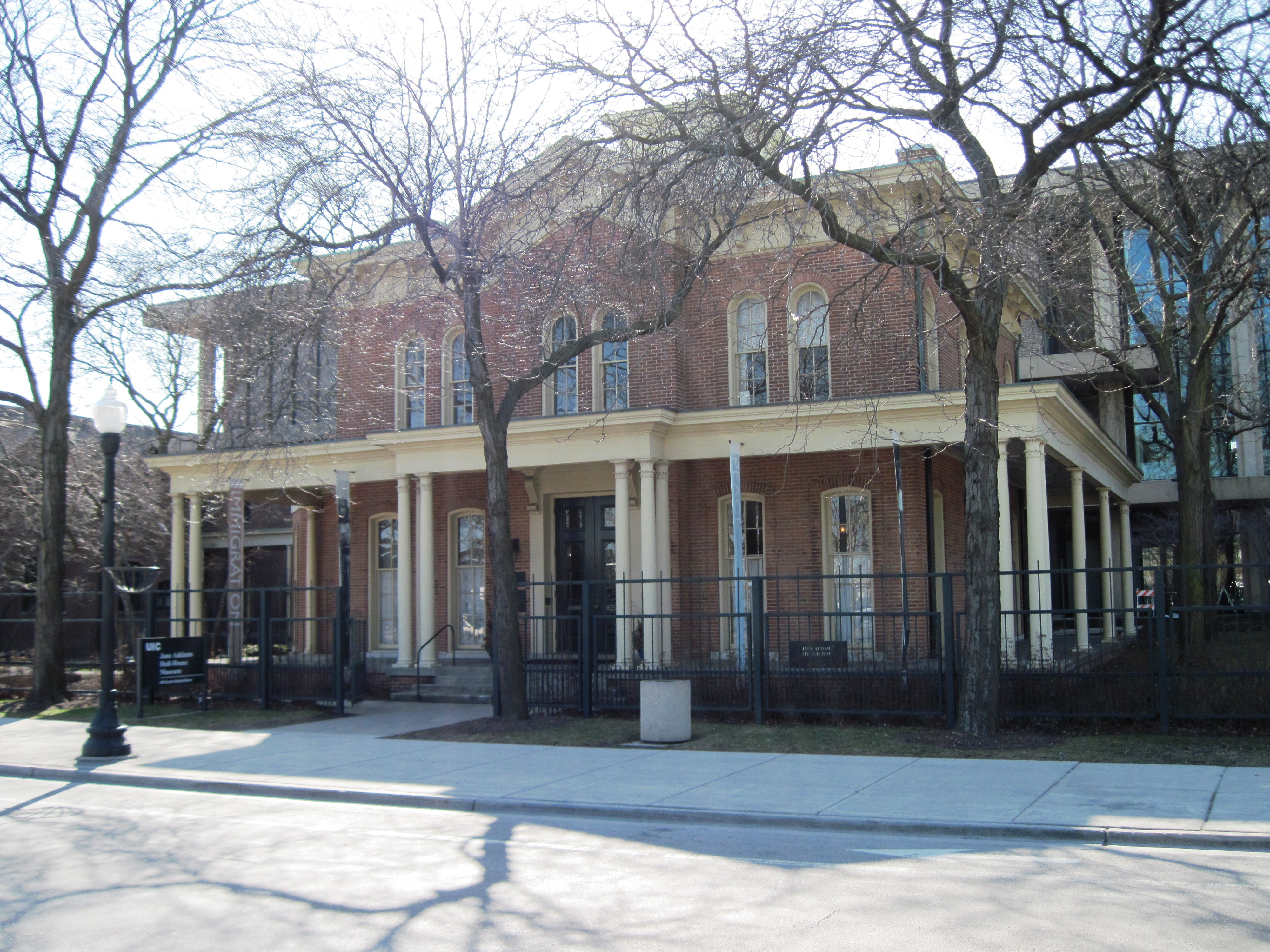
Hull House an der University of Illinois in Chicago, 2010

Als Methodistin arbeitete sie in den 1880er Jahren für die Woman's Christian Temperance Union und organisierte Jugendgruppen und Kindergärten. Nach Abschluss des Ausbildungsprogramms am National Kindergarten College wurde sie in Chicago Kindergärtnerin in der Siedlung Hull House und gründete den Hull-House Woman's Club.
1894 startete die University of Chicago eine Initiative in Zusammenarbeit mit der Christian Union der Universität, Jane Addams und James Laurence Laughlin und gründete das Siedlungshaus der University of Chicago im Stock Yard District. Die Siedlung wurde später in Mary McDowell Settlement umbenannt.  Die Settlement-Bewegung wurde aufgrund der sozioökonomischen Situation in den Vereinigten Staaten zwischen 1890 und 1910 populär, als mehr als 12 Millionen Europäer in das Land einwanderten. Auf Empfehlung von Addams beauftragte die Universität McDowell mit der Leitung des University of Chicago Settlement House, um die überfüllten, unhygienischen Unterkünfte von Einwanderern und afroamerikanischen Familien zu entlasten. In den nächsten zwei Jahrzehnten sicherte McDowelL eine unabhängige Finanzierung für die Siedlung, erwarb ein Gymnasium und ein Auditorium und baute ein dreistöckiges Gebäude, um die Bewohner und Kurse unterzubringen. Für die irischen, deutschen, böhmischen und polnische Familien, die in der Nähe lebten, wurden Kurse in Englisch und Staatsbürgerschaft angeboten. McDowell organisierte den Unterricht, vermittelte Kindergartenerziehung und den Zugang zu Berufsschulen, Badeanstalten, Konzerten, Vorträgen. Sie gründete Clubs für Männer und Frauen, darunter den Bohemian Women’s Club und den Settlement Women’s Club.

## Weitere sozialreformerische Tätigkeiten
McDowell war 1903 Delegierte des Kongresses der American Federation of Labour in Boston. Sie unterstützte 1904 und 1921 die streikenden Packhausarbeiter und war Gründungsmitglied der National Women’s Trade Union League. Sie gründete Anfang 1904 eine Niederlassung in Chicago und war bis 1907 deren Präsidentin. Sie setzte sich in vielen Staaten für kürzere Arbeitszeiten ein und hielt während des Ersten Weltkriegs die Durchsetzung dieser Vorschriften in der Rüstungsindustrie aufrecht.
Sie gehörte zu den Initiatorinnen der bundesstaatlichen Untersuchung der Löhne und Arbeitsbedingungen für Frauen und Kinder. Als Vorsitzende der City Waste Commission half sie Chicago bei der Modernisierung der Abfallsammlung und -entsorgung, nachdem sie die städtische Abfallentsorgung in den USA und 1911 in Europa studiert hatte.
Von 1914 bis 1915 war sie Präsidentin der National Federation of Settlements und 1915 wurde sie zur Präsidentin des Woman’s City Club gewählt.
1914 kandidierte McDowell erfolglos für einen Sitz im Cook County Board of Commissioners, aber während der Amtszeit von Bürgermeister William Emmett Dever von 1923 bis 1927 war sie Kommissarin des Department of Public Welfare.
Während des Ersten Weltkriegs trat McDowell dem Council of National Defense bei und wurde Vorsitzende des Ausschusses für im Ausland geborene Frauen und Mitglied des Exekutivausschusses für Frauen in der Industrie. Sie setzte sich 1920 für die Einrichtung des Women’s Bureau zur Untersuchung der Lebens- und Arbeitsbedingungen von Frauen und Kindern bei der US-Regierung ein.
Sie starb im Alter von 81 Jahren in Chicago an einem Schlaganfall.

## Ehrungen
- Die Mary McDowell Friends School in Brooklyn ist nach Mary S. McDowell benannt[5]

## Veröffentlichungen (Auswahl)
- The Struggle in the Family Life. In Charities, vol. 13, no. 10, 1904.